# Ганс Фонтен
Ганс Фонтен (нім. Hans Fontaine; 7 квітня 1880, Губен — 27 листопада 1958, Ляйнфельден-Ехтердінген) — німецький військовий ветеринар, доктор ветеринарії (1919), професор, генерал-майор ветеринарної служби рейхсверу (1 квітня 1934), генерал-лейтенант ветеринарної служби вермахту (1 квітня 1938).

## Біографія
В 1905/07 роках очолював конюшню охоронних частин в Німецькій Південно-Західній Африці. Учасник придушення повстання гереро і нама. Після повернення в Німеччину працював в бактеріологічній лабораторії Військової ветеринарної академії в Берліні. Учасник Першої світової війни, в 1914/18 роках — 2-го управління аналізу крові в Турнау. Після демобілізації армії залишений в рейхсвері. З 1921 року — головний ветеринар 17-го піхотного полку, з 1929 року — 3-ї дивізії (одночасно член  Наукового сенату військової ветеринарної служби), з 1931 року — 2-го групового командування. З 1 листопада 1935 року — командир Військової ветеринарної академії в Ганновері. З вересня 1939 року — головний ветеринар сухопутних військ. В 1943/45 роках — знову командир Військової ветеринарної академії в Ганновері.

## Нагороди
- Медаль «За кампанію в Південно-Західній Африці» із застібками «Великий Намаленд» і «Оранжева» (1907)
- Орден Корони (Пруссія) 4-го класу з мечами (1908)
- Медаль «За вислугу років» (Пруссія) 3-го класу (9 років)
- Залізний хрест 2-го і 1-го класу
- Сілезький Орел 2-го і 1-го ступеня
- Почесний хрест ветерана війни з мечами
- Пам'ятна військова медаль (Австрія) з мечами
- Пам'ятна військова медаль (Угорщина) з мечами
- Медаль за участь у Європейській війні (1915—1918) з мечами (Третє Болгарське царство)
- Медаль «За вислугу років у Вермахті»
  - 4-го, 3-го, 2-го і 1-го класу (25 років; 2 жовтня 1936) — отримав 4 нагороди одночасно.
  - особливого класу (40 років; 1939)
- Застібка до Залізного хреста 2-го класу
- Хрест Воєнних заслуг 2-го і 1-го класу з мечами